# 宝石細工師の肖像
『宝石細工師の肖像』（ほうせきざいくしのしょうぞう、仏: Portrait d'un graveur de pierres fines、英: Portrait of a Jeweler）は、イタリア・マニエリスム期の画家ヤコポ・ダ・ポントルモが1517–1518年ごろ、板上に油彩で制作した絵画で、画家初期の代表的な肖像画である。モデルの人物については様々な名が挙げられてきたが、特定化されていない。1671年、ルイ14世が画商エバーハルト・ジャバッハから作品を購入し、現在、パリのルーヴル美術館に所蔵されている。

## 作品
本作は、現存しているポントルモの最初期の肖像画の1つである可能性がある。様式的には、画家の師アンドレア・デル・サルトの影響が明らかで、渋い、ほとんどモノクロームの色彩にもかかわらず、実物のような生気を発している。
モデルの人物を宝石細工師として特定化している根拠は、彼が持つビュランと、テーブル上の、宝石を埋め込まれる準備のできている金属板である。しかし、彼の名前は不明で、過去にはフィレンツェの代表的な細工師ジョヴァンニ・デッレ・コルニオーレ (Giovanni delle Corniole)  (1470-1516年)、やはりフィレンツェの細工士ミケーレ・ディ・パオロ・ポッジーニ (Michele di Paolo Poggini)  (1487年生まれ)、 ドメニコ・ディ・ポーロ (Domenico di Polo)  (1480年ごろの生まれ) とされたが、現在では否定されている。
夢中で作業をしていた細工師が、誰かが来たのに驚いてこちらを見上げたような、ほんの一瞬を捉えたかのような描写である。画面のかなりの部分を占める服地とスポットライトのような光の効果が引き締まった新鮮さを感じさせる。
モデルの人物のイメージには、職人的な一徹さと病的なまでの神経の鋭敏さ、孤独感が渾然としている。また、人物が身に着けている服の地味な色調や黒い帽子には、この当時の市民、あるいは職人の風俗と趣味をよく表している。